# Northrop Corporation
A Northrop Corporation foi uma companhia aeronáutica de desenvolvimento e construção de aeronaves nos Estados Unidos. Formada em 1939, foi fundida em 1994 com outra companhia aeronáutica, a Grumman, e juntas formaram a Northrop Grumman. Esta companhia destacou-se ao longo do século XX pelo desenvolvimento e construção de aeronaves de sucesso a nível mundial, entre as quais se destaca o bombardeiro furtivo B-2 Spirit.